# برلمان ناورو
برلمان ناورو (بالإنجليزية: Parliament of Nauru)‏ هو الهيئة التشريعية في ناورو، الذي تأسس في 31 يناير 1961، ويتكون من 18 مقعداً.